# Слънцето свети за всички
„Слънцето свети за всички“ (на руски: Солнце светит всем) е съветски филм от 1959 година, заснет от Мосфилм. Счита се за един от най-добрите съветски следвоенни филми и влиза във фонда „Златна колекция на съветскито кино“.

## Сюжет
9 май 1945 година. Някъде в Чехословакия или Тюрингия, на границата на завладените от съюзниците територии. По радиото съобщават за капитулацията на Германия. Това е краят на Втората световна война и скоро войниците ще се завърнат у дома. На позицията на артилерийската батарея при старши лейтенант Николай Савелев (Валентин Зубков) пристига медицинската сестра Светлана (Лилиана Альошникова). Тя е влюбена в него и желае да се сбогува, отлично разбирайки, че Савелев трябва да се завърне при своята съпруга. След като си тръгва, Светлана чува звуците на започнала битка. Една германска групировка не е сложила оръжие и се врязва в позициите на съюзниците. Батареята на Савелев приема боя и обстрелва от упор вражеските танкове.
Един от танковете обхожда батареята по фланга и се насочва към позицията на оръдията, командвани от сержант Корен (Евгений Буренков). Не желаейки да загива в последния ден на войната, той изоставя своята част, обричайки я на гибел и напуска полесражението. Свидетел на страха на сержанта става Светлана, която се е върнала при батареята. Не знаейки за това и мислейки, че Корен е загинал, Савелев завърта оръдието и унищожава танка, но самият той получава тежка рана. Савелев губи зрението си. Светлана съпровожда ослепелия Савелев до родния му град, където го очаква съпругата му Тася (Татяна Конюхова), оставайки в града и надявайки се, че ще може да го вижда от време на време. Желаейки да се върне към довоенната си професия, учител по история, Николай проявява твърдост и настойчивост, научавайки се да живее и работи при новите обстоятелства.
Но да се върне към предишния си начин на живот на Савелев не му е никак лесно. Любимата професия му донася само съмнения и разочарования, отношенията със съпругата му се обтягат и в крайна сметка тя не издържа и го напуска. В училището, в което Николай започва работа като учител по история, за директор е назначен бившия сержант Корен. Той се опитва да се освободи от опасния свидетел, опасявайки се, че неговата страхливост в онази ключова битка ще придобие известност. Николай преживява тежка криза, но намира сили да се противопостави на съдбата. Той разбира за предателството на Корен и решава да остане в училището, за да не позволи на подлеца и страхливец да влияе на детските души. В този труден за Николай период при него пристига Светлана, която все още го обича и иска да го подкрепи. Тази среща ще промени живота им и ще направи тяхното бъдеще общо и светло.

## В ролите
- Валентин Зубков като Николай Савелев
- Лилиана Альошникова като Светлана
- Татяна Конюхова като Тася Савелева
- Евгений Буренков като Корен
- Николай Сергеев като Максим Петрович, бащата на Николай
- Елена Максимова като Пелагея Ивановна, майката на Тася
- Виктор Колцов като директора на училището
- Олга Наровчатова като Катя, племенницата на Тася
- Виктор Лобзов като Евсиков
- Александър Лебедев като Саша Архипов

## Награди
- Почетна диплома за режисура на Константин Воинов от Международния кинофестивал в Единбург, Великобритания през 1960 година.